# THX (ljudkvalitet)
THX (Tomlinson Holman's eXperiment) är en kvalitetsmärkning för biografer, hemelektronik, spelkonsoler, billjudssystem, ljud- och videoproduktioner (till exempel på DVD) etc. THX utvecklades av George Lucas företag Lucasfilm 1983 och ägs av THX Ltd.

## Krav
THX är per definition inget ljudsystem (såsom DTS och Dolby Digital) utan snarare ett regelverk. I biografsammanhang innefattar det allt från salongens högtalare till ventilation. Exempel: 
- Dukstorlek
- Salongslutning
- Akustik
- Avstånd från första raden till duken
- Projektorns ljusstyrka
- Ventilationsbuller
- Överhörning från intilliggande salonger
- Störande ljud från foajé

Högtalare och förstärkare måste vara testade och certifierade av THX Ltd.

## Historik
I slutet av 1970-talet var George Lucas inte nöjd med ljudet som han hörde i de flesta biografsalonger och kom fram till att varje salong var annorlunda och väldigt få höll måttet för att kunna göra filmen rättvisa. Detta gällde speciellt ljudsystemen som var undermåliga. Därför anlitade han 1980 ljudingenjören Tomlinson Holman, som började upprätta ett regelverk för hur en biografsalong bör se ut för att ge filmen rättvisa. Grundtanken är att alla platser skall ge en bra bild- och ljudupplevelse. När Jedins återkomst skulle ha premiär tre år senare fanns det två salonger som hade genomgått THX-certifiering.
- Namnet THX är en akronym för Tomlinson Holman's eXperiment, men är också en direkt referens till George Lucas film THX 1138.
- Världens största THX-certifierade biograf är Colosseum kino i Oslo.
- På senare tid har även dator- och konsolspel prövats enligt THX-standarden. Ett exempel är James Bond 007: Everything or Nothing.

THX 138 var registreringsnummer på Paul Le Mat (John's) Ford Coupe i filmen Sista natten med gänget  (American Graffiti)